# 14 tháng 5
Ngày 14 tháng 5 là ngày thứ 134 (135 trong năm nhuận) trong lịch Gregory. Còn 231 ngày trong năm. 

## Sự kiện
- 1483 - Charles VIII đăng quang vua Pháp.
- 1643 - Quốc vương Henri IV của Pháp bị ám sát tại Paris bởi một phần tử tôn giáo cực đoan, con là Louis XIII kế vị.
- 1804 - Cuộc thám hiểm của Lewis và Clark khởi hành từ Trại Dubois gần Hartford, Illinois ngày nay.
- 1868 - Chiến tranh Boshin: Trận thành Utsunomiya kết thúc khi dư đảng của Mạc phủ Tokugawa triệt thoái về phía bắc.
- 1948 - Israel tuyên bố là một nhà nước độc lập, các quốc gia Ả Rập lân cận liền tấn công Israel, khởi đầu chiến tranh Ả Rập-Israel.
- 1955 - Chiến tranh Lạnh: 7 quốc gia Xã hội chủ nghĩa ở Đông Âu bao gồm Bulgaria, Đông Đức, Ba Lan, Tiệp Khắc, Romania, Hungaria và Liên Xô ký Hiệp ước Hữu Nghị, Hợp Tác và Tương Trợ tại Warsawa, Ba Lan. Thành lập nên Tổ chức Hiệp ước Warszawa.
- 2018 - Đại sứ quán Mỹ tại Jerusalem, Israel chính thức mở cửa bất chấp sự phản đối từ Palestine và các quốc gia khác khắp thế giới.

## Sinh
- 1316 - Charles IV, Hoàng đế La Mã thần thánh (m. 1378)
- 1771 - Robert Owen, nhà chủ nghĩa xã hội không tưởng người Anh
- 1786 - Susan Euphemia Beckford, Công tước phu nhân xứ Hamilton
- 1863 - John Charles Fields nhà toán học Canada (m. 1932)
- 1928 - Nhạc sĩ Xuân Hồng (tên thật là Nguyễn Hồng Xuân)
- 1951 - Quốc vương Campuchia Norodom Sihamoni
- 1984 - Mark Zuckerberg, người sáng lập Facebook
- 1996 - Martin Garrix, DJ người Hà Lan

## Mất
- 964 - Giáo hoàng John XII, giáo hoàng
- 1470 - Vua Karl VIII của Thụy Điển (s. 1409)
- 1608 - Charles III, công tước Lorraine (s. 1543)
- 1610 - Henri IV của Pháp bị tên cuồng tín François Ravaillac đâm chết trên đường Rue de la Ferronnerie, Paris. Ravaillac bị xử tử bằng tứ mã phanh thây 13 ngày sau đó.
- 1643 - Louis XIII của Pháp (s. 1601)
- 1954 - Heinz Guderian, Đại tướng Lục quân Đức (s. 1888)
- 2000 - Obuchi Keizō, Thủ tướng Nhật Bản (s. 1937)
- 2010 - Ngô Khánh Thụy, chính trị gia người Singapore (s. 1918)

## Những ngày lễ và kỷ niệm
- 2017: Ngày của Mẹ